# Luther V. Bell

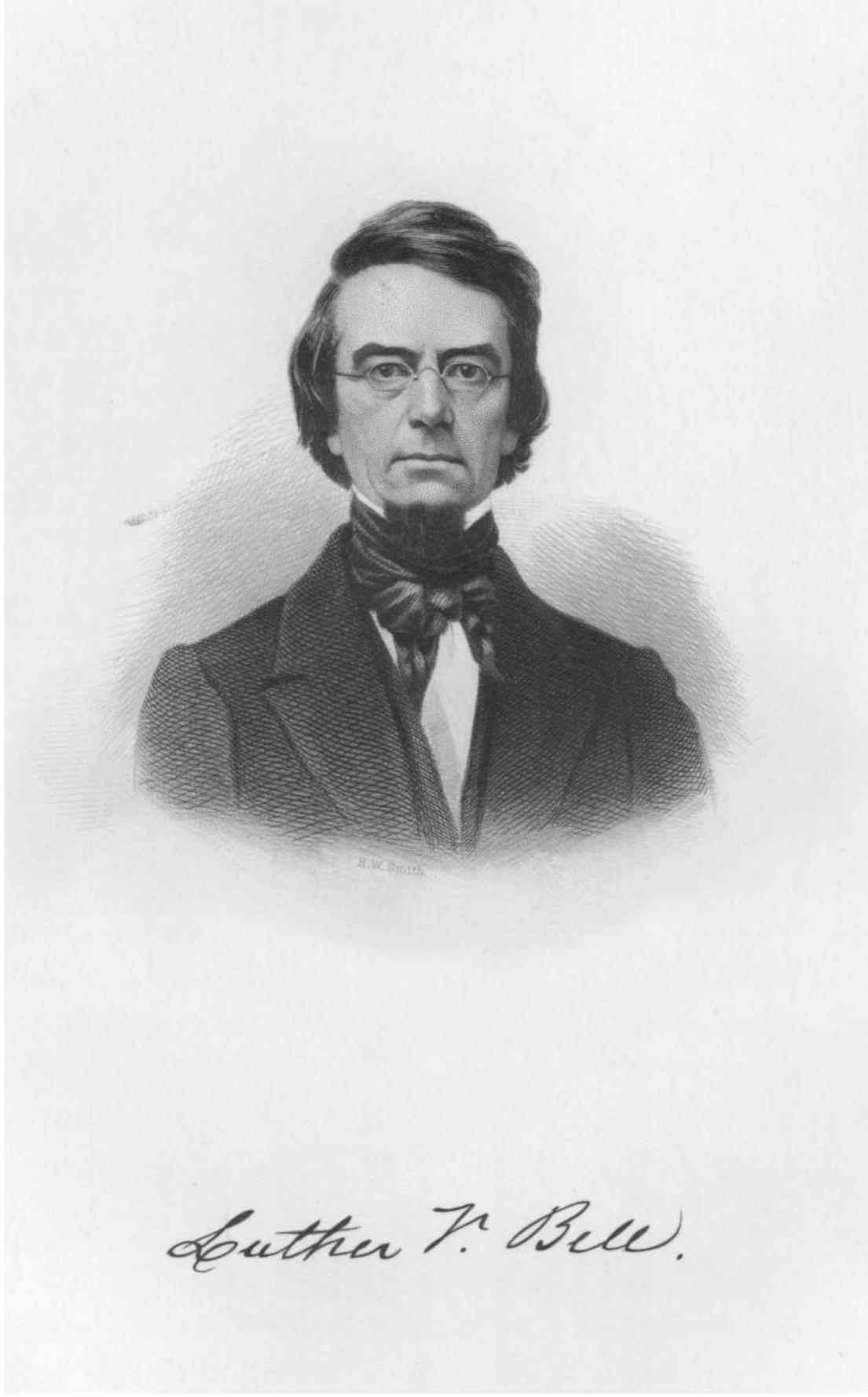
Luther V. Bell

Luther Vose Bell (ur. 30 grudnia 1806 w Chester, zm. 11 lutego 1862 w Charlestown) – amerykański lekarz psychiatra, jeden z trzynastu superindententów zakładów psychiatrycznych, założycieli Association of Medical Superintendents of American Institutions for the Insane (obecnie American Psychiatric Association).
Od 1837 do 1855 kierował zakładem psychiatrycznym McLean Asylum koło Bostonu. 